# Arbadétorne
Arbadétorne est un groupe de musique traditionnelle vendéenne.

## Le nom
Le nom du groupe vient du nom d'une petite orchidée, la spiranthes, qui se trouve souvent dans le bocage vendéen et plus rarement sur la côte. Cette plante est appelée par les anciens "arbadétorne" ou "arbaladétorne", c'est-à-dire "herbe qui détourne", car elle était réputée avoir le pouvoir de détourner de son chemin quiconque marchait dessus.
De même, la vocation du groupe est de se détourner des chemins trop fréquentés pour retrouver les sentiers effacés des musiciens d'autrefois, d'entraîner l'auditeur et le spectateur dans un voyage initiatique dans le paysage musical vendéen.

## Le groupe
Le groupe est formé actuellement de trois membres :
- Maxime Chevrier (conte, violon, Mandoline, chant) : originaire du Sud-Est de la France, Maxime est un Bocain d'adoption. Titulaire d'un diplôme d'État d'enseignement du violon traditionnel, il s'est également exercé au collectage de chansons et d'histoires auprès des anciens de toute la Vendée.
- Jean-François Rambaud (guitare, effets MIDI, chant) : originaire de Noirmoutier, Jean-François a acquis pendant ses années de pratique de la guitare un savoir-faire qu'il met au service de la musique traditionnelle.
- Michaël Auger (accordéons diatoniques, chant) : enseignant participant aux Écoles Départementales de Musique Traditionnelle en Vendée, Michaël fait partie de la nouvelle génération d'accordéonistes vendéens.

Jusqu'en janvier 2015, et pendant 15 ans, Arbadétorne était un quatuor avec Emmanuel Vrignaud (Chanteur, Poly-instrumentiste, membre fondateur du groupe). Emmanuel ayant décidé d'arrêter sa carrière de musicien professionnel, Arbadétorne poursuit sa route en trio (Emmanuel ayant, gentiment, donné son accord pour l'usage du nom "Arbadétorne").

## L'élément veuze
Emmanuel Vrignaud était la voix du groupe et le joueur de l'instrument phare du Nord-Ouest vendéen : la veuze. Instrument qu'il avait découvert via l'École de veuze de La Garnache, fondée par Thierry Bertrand et Lucien Proux (photo).

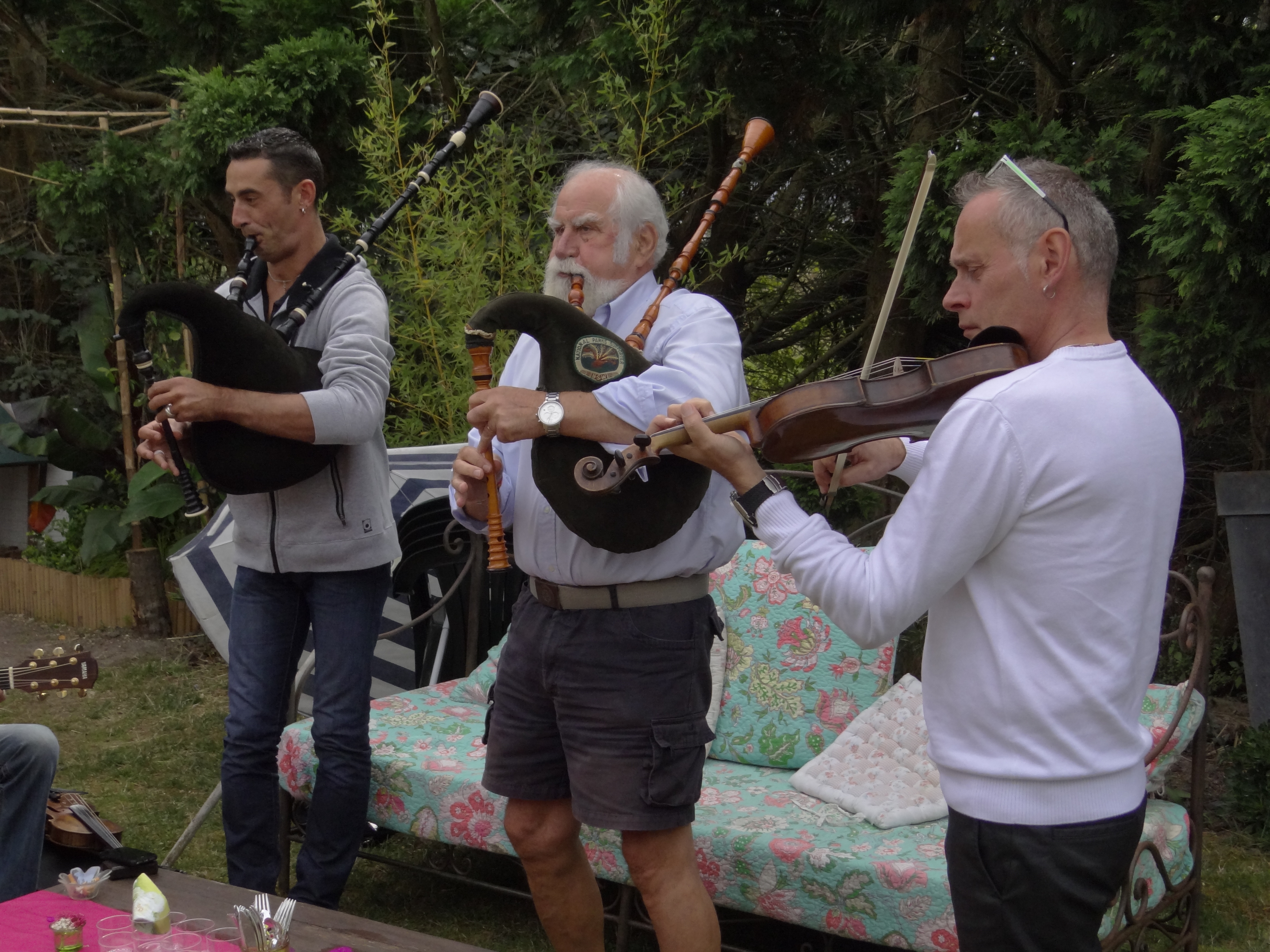
Emmanuel Vrignaud, Lucien Proux et Maxime Chevrier

## Les activités du groupe
Arbadétorne présente différents spectacles de musique et de contes, dont certains adaptés plus spécifiquement aux enfants (parfois avec des musiciens invités), mais le groupe anime aussi des bals traditionnels dans toute la France et à l'étranger. Les bals sont parfois précédés de stages de danse où même les néophytes peuvent apprendre les pas de base sous la direction des musiciens afin de pouvoir profiter pleinement des bals. Des concerts sont également organisés tout au long de l'année.

## Discographie
- "Djhess" (2002)(épuisé)
- "Varderies" (2004)
- "Adjuse" (2005)
- "Rimajures" (juin 2007)
- "Détours" (2010)
- "Pour s’faire le pied" (2011)
- "Les Chemins de Nau" (2011)
- "Le Diable marie sa fille" (double CD 2013)